# Весёлое (Криничанский район)
Весёлое (укр. Веселе) — село, Божедаровский поселковый совет, Криничанский район, Днепропетровская область, Украина.
Код КОАТУУ — 1222055701. Население по переписи 2001 года составляло 9 человек.
Село можно считать мертвым, в селе Веселое живёт одна единственная бабуля.

## Географическое положение
Село Весёлое находится между сёлами Адамовка и Алексеевка (2 км). По селу протекал ручей, вплоть до небольшого ставочка. Рядом проходит автомобильная дорога М-04 (E 50).

## История
- В 1946 г. село Ханское переименовано в Весёлое[2].